# Ерих Мориц фон Хорнбостел
Ерих Мориц фон Хорнбостел (на немски: Erich Moritz von Hornbostel) е австрийски етномузиколог и музикален теоретик.
Неговите приноси се свързват с основополагащи работи в сравнителната музикология и в създаването на класификация на музикалните инструменти заедно с Курт Закс – т.нар. Система на Хорнбостел-Закс.

## Биография
Хорнбостел е роден във Виена в семейството на музиканти. Взимал е уроци по пиано, хармоника и композиране като дете, но докторската му степен от Виенския университет е в областта на химията.
Премества се в Берлин, където попада под влиянието на Карл Щумпф (Carl Stumpf) и заедно с него работи в областите на музикалната психология и психоакустиката. Бил е асистент на Щумпф в Берлинския институт по психология, и когато архивите на института се превръщат в т.нар. Берлински фонограмен архив, става и първия негов директор. По онова време, заедно с Курт Закс, създава Системата на Хорнбостел-Закс за класификация на музикалните инструменти.
През 1933 г. е уволнен от всичките му длъжности от германската нацистка партия, тъй като майка му е еврейка. Премества се в Швейцария, после в САЩ, а накрая в Кеймбридж, Англия, където работи по проект за архивирането на записи от неевропейски фолклорни инструменти.
Умира през 1935 г.

## Приноси
Хорнбостел е известен с трудовете си в областта на сравнителната музикология. Сред неговите ученици е американският композитор Хенри Коуел. Хорнбостел специализира в африканска и азиатска музика, правейки множество записи, и дори създава система за превеждане на незападна музика от записи на хартия. Забелязва, че настройването на музикалните инструменти от различни културни групи е основен елемент в определянето на свойствата на свирената музика и отделя много време на сравняването на различни типове настройки. Голяма част от неговата работа е критикувана, но по онова време много от нещата, с които се е занимавал, са били слабо проучени. Предлага също използването на музиката като елемент от общата теория на антропологическите изследвания.